# جورج آپلی فقید (فیلم)
جورج آپلی فقید (انگلیسی: The Late George Apley) فیلمی در ژانر کمدی رمانتیک به کارگردانی جوزف ال. منکیه‌ویچ است که در سال ۱۹۴۷ منتشر شد. این فیلم بر اساس رمانی به همین نام نوشته جان فیلیپس مارکوند ساخته شده است.

## بازیگران
- رونالد کولمن
- ونسا براون
- ریچارد هایدن
- ریچارد نی
- پگی کامینز
- وی وی براون
- ادنا بست
- فرانسیس پیرلوت
- می مارش
- میلدرد ناتویک
- پل هاروی
- ویندم استندینگ
- کتلین هاوارد